# پولسبروکردم
پولسبروکردم (به هلندی: Polsbroekerdam) یک منطقهٔ مسکونی در هلند است که در لوپیک واقع شده‌است.